# Anish Giri
Anish Kumar Giri (em nepali:  अनीश कुमार गिरी; em russo:  Аниш Кумар Гири; São Petersburgo, 28 de junho de 1994) é um grão-mestre de xadrez de nacionalidade neerlandesa nascido na Rússia.
Nascido de uma mãe russa e um pai nepalês, Giri é um prodígido do xadrez, ele preencheu os requisitos para se tornar um grão-mestre aos 14 anos, 7 meses e 2 dias. 
Em 2015, destacou-se como um dos dez melhores jogadores do planeta.
Giri foi quatro vezes campeão neerlandês (2009, 2011, 2012 e 2015) e ganhou a Corus Xadrez (Grupo B) em 2010. Ele representou os Países Baixos em três Olimpíadas de Xadrez (2010, 2012, 2014) e ganhou duas medalhas individuais de bronze.